# ÓE Alba Regia Műszaki Kar Geoinformatikai Intézet
A Geoinformatikai Intézet (röviden GEO) az Óbudai Egyetem Alba Regia Műszaki Karának egyik intézete. 2014 előtt a Nyugat-magyarországi Egyetem egyik kara volt. Székesfehérváron található, a Pirosalma u. 1–3. szám alatt. 2001 előtt az iskola hivatalos neve Földmérési és Földrendezési Főiskola volt. Igazgatója 2018. június 4-től Pődör Andrea.
A Geoinformatikai Intézet az UNIGIS nemzetközi térinformatikai távoktatási hálózat magyarországi partnerintézménye és képviselője.

## Szervezeti felépítés
- Geomatikai Intézet
  - Geodézia Tanszék
  - Fotogrammetria és Távérzékelés Tanszék
  - Geoinformatikai Technológiák Tanszék
  - Természettudományi Tanszék

- Területfejlesztési Intézet
  - Földrendezési Tanszék
  - Térinformatika Tanszék
  - Általános Jogi Tanszék
  - Társadalomtudományi Tanszék

## Története
A Kar története összefonódik a magyar földmérés és a Soproni Egyetem második világháború utáni történetével. 
Nem teljesen előzmények nélküli a fehérvári kar Sopronhoz tartozása, hiszen az évezredes múltra visszatekintő földmérés tudományában önálló mérnökképzés Magyarországon először Sopronban indult meg, amikor 1949-ben létrehozták az akkor a budapesti Műegyetemhez tartozó Főiskolán belül az Erdőmérnöki és Földmérő mérnöki Kart. 1960-tól a Budapesti Műszaki Egyetem Építőmérnöki Kara képez (jelenleg is) okleveles földmérő mérnököket. 
A II. világháború után a földmérés növekvő szakember igényeit ezek az intézmények már nem tudták kielégíteni. A társadalmi igények hatására a felsőfokú szakemberképzés továbbfejlesztése és korszerűsítése céljából hozták létre 1962-ben a Kar jogelődjét, a Felsőfokú Földmérési Technikumot Székesfehérváron.
A soproni Erdészeti és Faipari Egyetem Főiskolai Karaként földmérő és földrendező szakokon székesfehérvári székhellyel 1972 őszén kezdődött el a földmérők, majd 1975-től a földrendezők képzése. A tantervek és a tantárgyi programok időben szorosan követték és követik a tudományterület változásait, a gyors technikai-technológiai fejlődést, figyelembe veszik a földügyi szakágazat képzéssel szemben támasztott igényét és a felsőoktatás fejlesztésének feladatát. Ennek megfelelően a tantervek, a tantárgyi programok 5 évenként nagyobb mértékben, közben kisebb mértékben változtak, alakultak. Az 1998/99. tanévtől új tanterv szerint folyik az oktatás. 2001 februárjától egy új szakon, az ingatlan-nyilvántartási szervező szakon, levelező, majd nappali tagozaton indult meg a képzés. 
A továbbképzésben ez ideig ipari geodézia, fotogrammetria, geodéziai adatfeldolgozás, ingatlan-nyilvántartás és geoinformatika szakirányban folyt oktatás. Az oktatás-nevelés mellett fontos feladata volt a GEO főiskolának a kutatási tevékenység, valamint a kapcsolatok kiépítése hazai és nemzetközi szervezetekkel, felsőoktatási intézményekkel.
Az intézmény közvetlen irányító főhatósága 1993-ig a Földművelésügyi Minisztérium volt. Az 1993. évi felsőoktatásról szóló LXXX. törvény értelmében valamennyi magyarországi egyetem és főiskola az Oktatási Minisztérium irányítása alá tartozik. 2000. január elsejétől a felsőoktatási intézmények integrációja után az egyetem új nevet kapott: Nyugat-magyarországi Egyetem.
2014. július 1-jétől a Geoinformatikai Kar az Óbudai Egyetem Alba Regia Műszaki Karának (AMK)  Geoinformatikai Intézeteként működik.

## Nevezetes tanárok
- Busics György, 2014–2018 között intézetigazgató
- Baboss Csaba, geometria tanár
- Engler Péter, fotogrammetria, távérzékelés, topográfia és fotóinterpretáció tanár
- Joó István, felsőgeodézia tanár
- Udvardy Péter, Vidék- és területfejlesztés, EU agrárpolitika, Településszociológia, Meteorológiai ismeretek
- Ágfalvi Mihály, építőmérnök, 1981–1991 között tudományos igazgatóhelyettes volt
- Dömsödi János, a Földtan, Talajtan, Földhasználat, Földminősítés tantárgyak oktatója (1989-2010).